# Bütteler Kanal

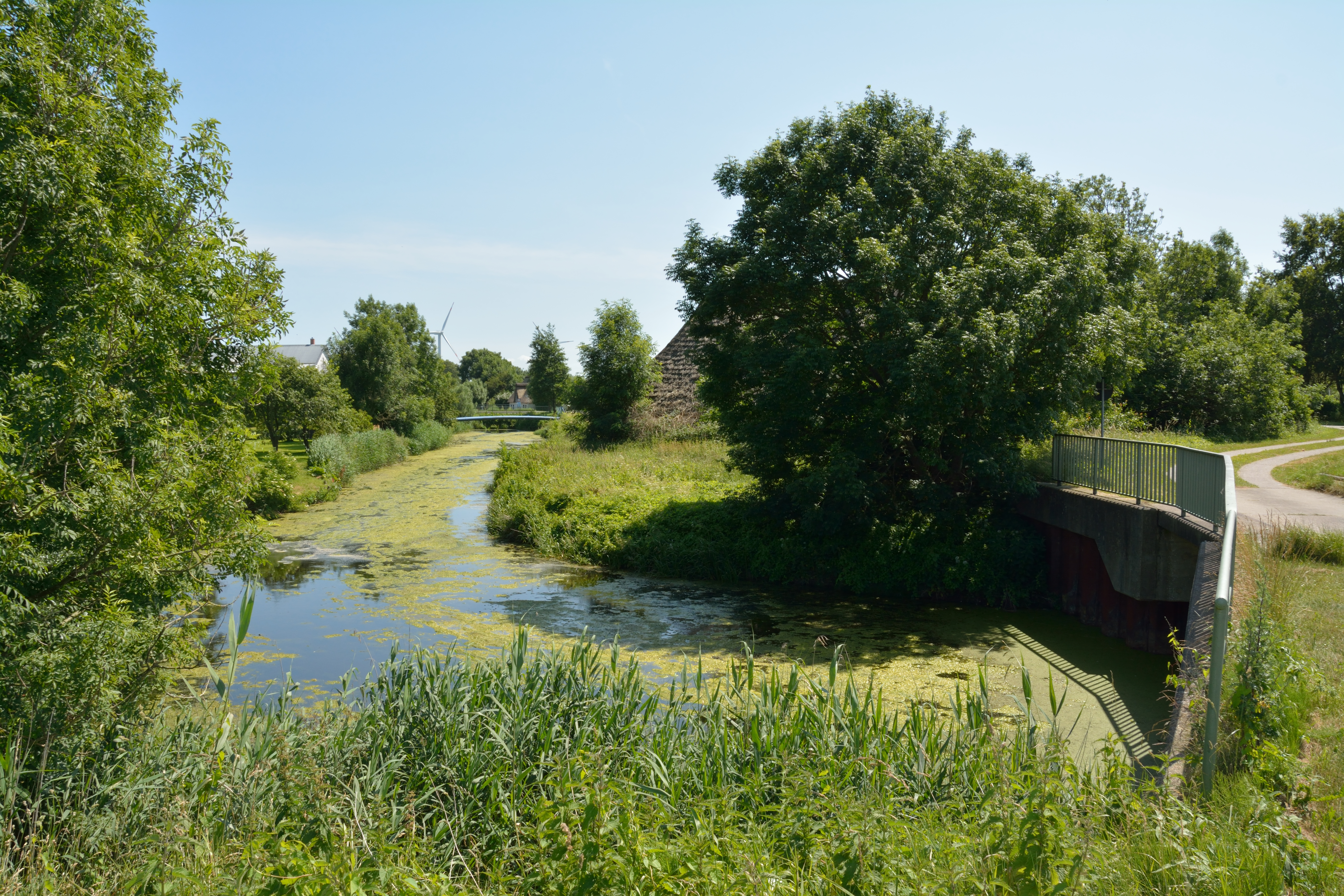
Am Schöpfwerk auf der östlichen Seite des Nord-Ostseekanals

Der Bütteler Kanal, auch Büttler Kanal verläuft in Schleswig-Holstein zwischen Büttel an der Elbe und dem Kudensee. Durch den Bau des Nord-Ostsee-Kanals wurde er in zwei Abschnitte geteilt.
Der fast acht Kilometer lange Kanal wurde 1765 gebaut und diente vor allem zum Transport von Torf, der im Bütteler Hafen zum Weitertransport nach Hamburg umgeladen wurde, aber auch zur Verbesserung der Vorflutverhältnisse in der Kudenseeniederung. Der Kudensee ist der letzte noch erhaltene der einst aus Meeresbuchten entstandenen Dithmarscher Seen. Heute ist der Kanal wirtschaftlich nicht mehr von Bedeutung.
In aktuellen topografischen Karten wird der Abschnitt vom Nord-Ostsee-Kanal nach Brunsbüttel als Burg-Kudenseer Kanal bezeichnet.

## Bilder

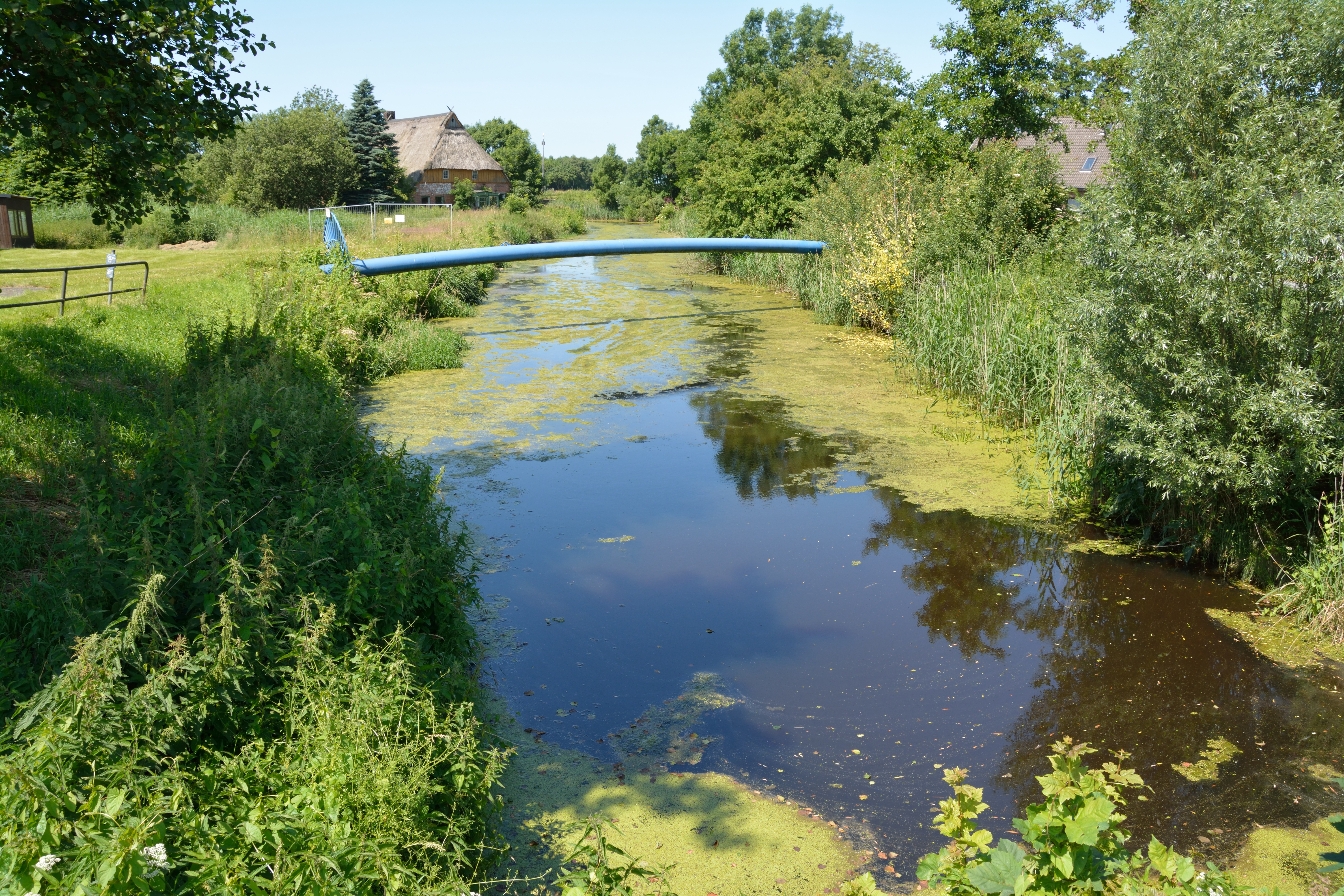
Kanal in der Gemeinde Kudensee
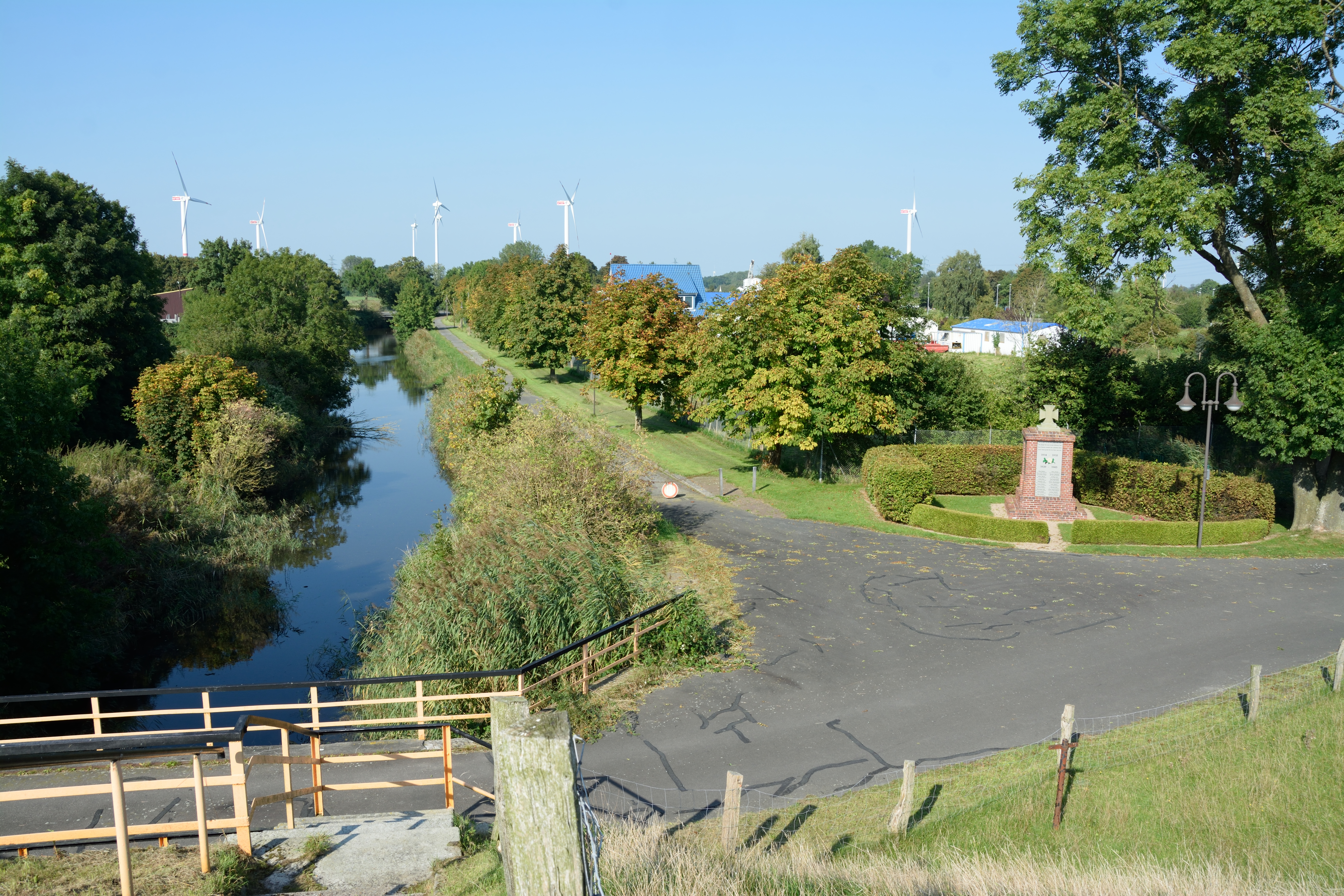
Der Kanal am Ehrenmal in Büttel